# Glutamin
A glutamin (rövidítve Gln vagy Q) egyike a 20 genetikailag kódolt aminosavnak. Nem tekintik esszenciális aminosavnak, de bizonyos esetekben, például intenzív atlétikai edzés vagy egyes gyomor-bélbetegségek hatására feltételesen esszenciálissá válhat. Amid oldallánca a glutaminsav hidroxilcsoportnak amin funkciós csoportra történő cseréjével vezethető le, így a glutaminsav amidjának tekinthető. Kodonjai CAA és CAG. Az emberi vérben a glutamin a legnagyobb mennyiségben előforduló szabad aminosav, koncentrációja körülbelül 500–900 µmol/l.
A glutamin szó a latin gluten (enyv) és az ammónia → amin összevonásából keletkezett.

## Szerkezete

A glutamin ikerionos formája semleges pH-n: -glutamin (baloldalt) és -glutamin (jobboldalt)

## Funkciói
A glutamin számos biokémiai folyamatban szerepet játszik, többek között:
- a fehérjeszintézisben (mint a 20 fehérjealkotó aminosav egyike)
- ammónium termelése révén a vese sav–bázis egyensúlyának szabályozásában[4]
- a glükóz mellett a sejtek energiaforrása[5]
- nitrogéndonor számos anabolikus folyamatban, például a purinszintézisben[2]
- széndonor a citromsavciklusban[6]
- a vérkeringésben nem toxikus ammónia transzporter

### Előállító és felhasználó szervek

#### Előállítók
A glutamint a glutamát-szintetáz enzim állítja elő glutamátból és ammóniából. A legjelentősebb glutamin előállító szövet az izomszövet, az összes glutamin mintegy 90%-át ez állítja elő. Kis mennyiségben a tüdő és az agy is bocsát ki glutamint. Bár a máj is képes glutamin szintézisére, szerepe a glutamin metabolizmusában inkább szabályozó semmint termelő, mivel a máj nagy mennyiségű bélből származó glutamint vesz fel.

#### Felhasználók
A glutamin legnagyobb fogyasztói a bélsejtek, a sav–bázis egyensúlyért felelős vesesejtek, az aktivált immunsejtek, és számos rákos sejt. Utóbbi kapcsán különböző glutamin analógokat, mint a DON, azaszerin vagy acivicin vizsgálnak mint rákellenes gyógyszereket.

### Példák a glutamin felhasználására
Sérülés vagy betegség okozta katabolikus állapotban a glutamin feltételesen esszenciálissá válhat (azaz táplálékkal vagy táplálékkiegészítőkkel kell bevinni). A glutamint széles körben vizsgálták az elmúlt 10–15 évben, és kimutatták, hogy elősegíti a sérülések, traumák, égési sérülések és a műtét utáni sebek gyógyulását, illetve csökkenti a rák kezelése során fellépő mellékhatásokat. A glutamint táplálékkiegészítőként is forgalmazzák az izomtömeg növeléséhez súlyemelők, testépítők, valamint az állóképességi és egyéb sportot űzők számára.
A bizonyítékok alapján a szájon át bevitt glutamin az agyalapi mirigy elülső részének stimulációja révén emelheti a plazma HGH szintjét. A biológiai kutatásokban gyakran adnak l-glutamint a sejttenyészetek közegébe. A tenyészet magas glutaminszintje azonban gátolhatja más aminosavak transzportfolyamatait.

## Fordítás
Ez a szócikk részben vagy egészben  a   Glutamine című angol Wikipédia-szócikk ezen változatának fordításán alapul.  Az eredeti cikk szerkesztőit annak laptörténete sorolja fel. Ez a jelzés csupán a megfogalmazás eredetét és a szerzői jogokat jelzi, nem szolgál a cikkben szereplő információk forrásmegjelöléseként.